# Ézy-sur-Eure
Ezy-sur-Eure – miejscowość i gmina we Francji, w regionie Normandia, w departamencie Eure.
Według danych na rok 1990 gminę zamieszkiwało 2805 osób, a gęstość zaludnienia wynosiła 314 osób/km² (wśród 1421 gmin Górnej Normandii Ezy-sur-Eure plasuje się na 81 miejscu pod względem liczby ludności, natomiast pod względem powierzchni na miejscu 408).